# 麻宮騎亜
麻宮 騎亜（あさみや きあ、1963年〈昭和38年〉3月9日 - ）は、日本の漫画家、アニメーター。男性。本名およびアニメーターでの名義は菊池 通隆（きくち みちたか）。岩手県北上市出身。アーティストクルー所属。
代表作は『サイレントメビウス』、『快傑蒸気探偵団』、『彼女のカレラ My Favorite Carrera』など。

## 来歴
『宇宙戦艦ヤマト』でアニメファンになり、東京デザイナー学院アニメ科（現東京クールジャパン）を卒業。21歳で菊池名義でのフリーのアニメーターとして独立し、1986年に『コンプティーク』（角川書店）に掲載された『神星記ヴァグランツ』で、漫画家としてデビューする。ペンネームの由来は、菊池がファンであった斉藤由貴が演じる麻宮サキから。
菊池とは長らく別人ということになっていたが、後年には同一人物であることを認めた。また、菊池とは別人とするため、麻宮の誕生日を1963年1月28日としていた。あとがき（『サイレントメビウス』では「プロダクションノート」）やコメント欄に描く自画像は、麻宮名義の際には顔の部分が「Now Printing」と書かれたボード、菊池名義の際にはエビの握り寿司になっている。カタカナのキクチミチタカを使う場合もある。
2000年以降、菊池名義での仕事はほぼ皆無となっていたが、2012年には『宇宙戦艦ヤマト2199』で原画へ復帰している。同作品ではテレビ放送版エンディング（第9話 - 第17話）のレイアウト構成も担当しているが、そちらは漫画家としての参加ゆえ、麻宮名義である。
2017年5月1日より、芸能事務所のアーティストクルーに所属。その理由については、「絵を描く仕事にメリハリをつけるため」と明かしている。
2019年4月から、日本SF作家クラブ会員となる。2024年、第55回星雲賞アート部門を受賞。2025年、第56回星雲賞の同部門を受賞。

## 作品リスト

### 漫画
- 神星記ヴァグランツ
- サイレントメビウス
  - メビウスクライン - 後に加筆修正して『サイレントメビウス』の0巻となっている。
  - サイレントメビウス テイルズ
  - サイレントメビウスQD（クアドリガ）
- ガンヘッド[4][注 1]
- 聖獣伝承ダークエンジェル
- PHOENIX RESURRECTION:DARK ANGEL
- 快傑蒸気探偵団
  - 真・快傑蒸気探偵団
  - 少年怪盗ル・ブレッド（作画:金村連）
- 遊撃宇宙戦艦ナデシコ - 『機動戦艦ナデシコ』の漫画版。
- Compiler（コンパイラ）
  - Assembler 0X（アセンブラ0X） - 『Compiler』の続編。
  - Compiler FINAL（検討中） - 読切。
- カラプリ
- D-Divine（デュプレックス ディバイン）
- BATMAN CHILD OF DREAMS
- スターウォーズ エピソード1 ファントム・メナス[4]
- ガチャガチャファミリー えびるクン
- COLORS SIDE-A
  - COLORS SIDE-K - キクチミチタカ名義で執筆。
- コレクター・ユイ
- 冴 - 読切。
- 東京タイムパラドックス - 読切。
- アナザー・ニッポン黄金世代 - カラー読切。
- JUNK -RECORD OF THE LAST HERO- - 『チャンピオンRED』（秋田書店）にて連載。
- 彼女のカレラ My Favorite Carrera - 『週刊プレイボーイ』（集英社）にて連載（当初は隔週連載だったが、2007年より毎週連載へ変更→2011年5月よりウェブサイト『週プレNEWS』での無料配信へ移行）。
  - 彼女のカレラRS - →2013年1月より『コミックバーズ』〈幻冬舎〉でへ移行。
  - 彼女のカレラGT3 - リイド社の無料Webまんが『リイドカフェ』にて2018年4月より連載開始[12]。
- アンキャニィX-MEN - #416から#420までの作画を担当。
- 姫神ガジェット - 『FlexComixネクスト』にて連載→同サイトの『COMIC メテオ』への吸収により終了。
- ゼロ エンジェル〜爽碧の堕天使〜
  - 愛華が奔る
- 太陽系SF冒険大全 スペオペ! - 『ヤングキングアワーズ』（少年画報社）にて、2019年5月号から2024年1月号まで連載。

### アニメ
- 風の谷のナウシカ（動画）
- ルパン三世 PARTIII（動画）
- 県立地球防衛軍（原画）
- ドリームハンター麗夢（原画）
  - NEWドリームハンター麗夢 夢の騎士達（原画）
- 重戦機エルガイム（原画）
- 戦え!超ロボット生命体トランスフォーマー（原画）
- 機動戦士Ζガンダム（原画）
- 北斗の拳（原画）
- 魔法の天使クリィミーマミ（原画）
- 魔法のスターマジカルエミ（原画）
- 魔法のアイドルパステルユーミ（作画監督）
- プロジェクトA子（原画）
- エルフ・17（原画）
- トワイライトQ 時の結び目 REFLECTION（原画）
- 天空戦記シュラト（作画監督）
- まんがはじめて面白塾（キャラクターデザイン）
- 超音戦士ボーグマン シリーズ（キャラクターデザイン）
- 冒険!イクサー3（第1話・第6話絵コンテ）
- DETONATORオーガン（キャラクターデザイン）
- 源氏（キャラクターデザイン）
- Good Morningアルテア（キャラクターデザイン）
- 冥王計画ゼオライマー（キャラクターデザイン・絵コンテ・演出・作画監督）
- 聖ミカエラ学園漂流記（キャラクターデザイン）
- ゲキ・ガンガー3 熱血大決戦!!（原画）
- 宇宙戦艦ヤマト2199（原画）[3]
- 境界戦機（第16話絵コンテ）
- 風都探偵（第7話画コンテ）
- ノケモノたちの夜（第10話絵コンテ）
- 機動戦士ガンダム 水星の魔女（第23話絵コンテ）[13]
- HIGHSPEED Étoile（第5話、第9話絵コンテ）
- 銀河英雄伝説 Die Neue These（第38話絵コンテ）

### ゲーム
- サークII（Xak II）（キャラクターデザイン・パッケージイラスト）
  - サーク（Xak） -ガゼルの塔-（イメージイラストレーション）
  - サークI・II（Xak I・II） PCエンジンSUPER CD-ROM2版（イラスト全般）
- サイレントメビウス ケース：タイタニック（キャラクターデザイン）
- 電脳学園2 HIGHWAY BUSTER（菊池通隆名義、キャラクターデザイン・原画）
- WhiteDiamond（メインキャラクター原案、パッケージイラスト）
- ゼノブレイド2（レアブレイドデザイン）
- Death end re;Quest（モンスターデザイン）
- 千年戦争アイギス（DMM Game）
- 艦隊これくしょん（Lexington）

### 挿絵
- ジェラルディン・サーガI 人外魔境コブの秘密（松枝蔵人著、富士見ファンタジア文庫）
- ドラゴンクエストIV 知られざる伝説（エニックス） - 表紙イラストと本文挿絵の一部（※菊池通隆名義）。
- マップス・シェアードワールド―翼あるもの―（ソフトバンククリエイティブ・GA文庫）

### ジャケットイラスト
- 結城梨沙「MY STORM」（1989年1月1日発売）
- CDシアター ドラゴンクエストII（1991年12月13日発売） - ブックレットの全イラストも含む。
- ウルトラマンG 劇場版 LD（1991年に発売、全2巻） - 各巻の表面、全2枚を描く。
- ウルトラマンA LDシリーズ（1992年にKSSより発売、全13巻） - 各巻の表面、全13枚を描く。

### デザイン
- 地球防衛少女イコちゃん3 大江戸大作戦（監督：河崎実） - デザイン協力
- 仮面ライダーフォーゼ（クリーチャーデザイン）[3]
  - 仮面ライダー×仮面ライダー フォーゼ&オーズ MOVIE大戦MEGA MAX
  - 仮面ライダー×スーパー戦隊×宇宙刑事 スーパーヒーロー大戦Z
  - 仮面ライダーフォーゼ THE MOVIE みんなで宇宙キターッ!
  - 仮面ライダー×仮面ライダー ウィザード&フォーゼ MOVIE大戦アルティメイタム
- 地球防衛未亡人（監督：河崎実）- 怪獣デザイン
- 遊星王子2021（監督：河崎実）- コスチュームデザイン

### ラジオ
- Webラジオ「談話室オヤカタ」 - 池田憲章と大沼弘幸によるトーク番組。麻宮は何度もゲスト出演。この時にWebラジオに興味を持つようになり、自分でも番組を始めることになった。
- Webラジオ「アメコミット」（メインパーソナリティー、2017年5月7日 - 7月31日）
- FMアメコミット!（メインパーソナリティ、市川うららFM：2017年8月6日 - 2018年12月16日）
- Webラジオ「ラヂヲコンプレックス 帝都電詠ラヂヲ局」
- Webラジオ「麻宮騎亜拡張計画」
- Webラジオ「太陽系放送局 -SSBC-」（2021年3月-）

### 作詞
- 「夢なら…愛なら…」 - 菊池通隆名義。『サイレントメビウス』劇場版の挿入歌。歌は岡本麻弥と松井菜桜子。

### 連載記事
- 超道楽散在日記（月刊MEGU） - 1997年1月号から掲載誌休刊の1997年5月号まで、全5回。副題「楽シイマニア道ノススメ」が付く。キクチミチタカ名義。

### その他
- あいまいみー〜妄想カタストロフ〜（第10話 Special Thanks アヴェンタドール収録協力[注 2])
- 舞台「くるくると死と嫉妬2018」（メインビジュアル）[15]
- 「宇宙戦艦ヤマト」関連商品のイラスト
  - 2199の全巻収納ボックスのパッケージ
  - バンダイのプラモデルのボックスアート - ヤマト（2202版）、アンドロメダ、銀河、アスカなど

## 画集
麻宮騎亜 名義
- 『麻宮騎亜画集 (Volume 1)』ISBN 4-0730-4600-4
- 『麻宮騎亜画集 (Volume 2)』ISBN 4-8402-1522-7
- 『麻宮騎亜 仮面ライダーフォーゼ デザインワークス』ISBN 978-4-7986-0499-2（2012年12月24日、ホビージャパン）
  - テレビシリーズから最新映画『MOVIE大戦アルティメイタム』まで、麻宮騎亜による『仮面ライダーフォーゼ』デザインワークをすべて収録。

- 『麻宮騎亜画集 Réunion』ISBN 978-4-7683-1478-4（2022年4月、玄光社） - 画業35年を記念。

菊池通隆 名義
- 『The NEXT GENERATON』ISBN 4-8291-9104-X
- 『Zwei』ISBN 4-8291-9116-3
- 『ULTRAMAN in the REAL』（2001年、メディアワークス） - ウルトラマンや怪獣のフィギュアと実景を合成したCG画集。
- 『ULTRAMAN in the REAL REBOOT』（2013年、エンターブレイン）

麻宮騎亜・菊池通隆 共同名義
- 『STUDIO TRON ART BOOK 1993』ISBN 4-8291-7254-1（1994年3月30日、富士見書房）
- 『聖獣幻想絵巻 DARK ANGEL』（1997年、角川書店） - 「聖獣伝承ダークエンジェル」の扉絵を収録した画集。

## 関連人物
- 河崎実 - 「サイレントメビウス外伝 幕末闇婦始末記」実写ビデオの監督。また麻宮は複数の河崎作品のデザインを手掛けている。
- 大沼弘幸 - 「サイレントメビウス外伝 幕末闇婦始末記」のノベライズを担当。また麻宮は大沼のWebラジオに出演している。
- 松井菜桜子 - 「サイレントメビウス」アニメ版などに出演。また麻宮の単行本の帯にコメントを提供。
- 岡本麻弥 - 「サイレントメビウス」アニメ版などに出演。また麻宮は岡本のアルバムジャケットのデザインなどを手掛けている。
- 生頼範義 - 麻宮が尊敬するイラストレーター。2015年12月に開催された生頼の回顧展では追悼イラストを提供した。